# Fritz Wagnerberger
Fritz Wagnerberger (* 14. Juni 1937 in Traunstein; † 23. März 2010 ebenda) war ein deutscher Skirennläufer und Sportfunktionär. Er war fünffacher Deutscher Meister, feierte mehrere Siege bei internationalen Rennen und nahm insgesamt viermal an Weltmeisterschaften und Olympischen Winterspielen teil. Von 1970 bis 1978 und von 1994 bis 2005 war er 19 Jahre lang Präsident des Deutschen Skiverbandes (DSV).

## Biografie
In seiner Zeit als aktiver Skirennläufer feierte Wagnerberger zahlreiche nationale und internationale Erfolge. Von 1956 bis 1964 wurde der Athlet vom ESV Traunstein dreimal Deutscher Meister im Abfahrtslauf und zweimal im Riesenslalom. Er nahm an zwei Weltmeisterschaften und zweimal an Olympischen Winterspielen, die damals ebenfalls als Weltmeisterschaften zählten, teil. Bei den Weltmeisterschaften 1958 in Bad Gastein wurde er jeweils Elfter im Slalom und im Riesenslalom, schied aber in der Abfahrt aus. Vier Jahre später erzielte er bei den Weltmeisterschaften 1962 in Chamonix den 14. Rang in der Abfahrt, kam jedoch im Riesenslalom nicht ins Ziel. Bei den Olympischen Winterspielen 1960 in Squaw Valley erzielte er Rang 15 im Riesenslalom und bei den Olympischen Winterspielen 1964 in Innsbruck Platz zwölf in der Abfahrt. Im Jahr 1961 gewann Wagnerberger zeitgleich mit dem Italiener Bruno Alberti die Abfahrt des Arlberg-Kandahar-Rennens in Mürren. Zwei Siege gelangen ihm bei den Internationalen Adelbodner Skitagen am Chuenisbärgli: 1959 gewann er den Riesenslalom und 1961 den Slalom. Im Januar 1960 erzielte er bei den 21. Hahnenkammrennen in Kitzbühel zeitgleich mit seinem Landsmann Hanspeter Lanig den zweiten Platz im Riesenslalom und im März desselben Jahres wurde er Zweiter in der Kombination des Harriman Cups in Sun Valley.
Nach seiner aktiven Karriere engagierte sich Wagnerberger im Deutschen Skiverband. Er war Sportwart und von 1970 bis 1978 und von 1994 bis 2005 insgesamt 19 Jahre lang Präsident des DSV und von 1978 bis 1990 dessen Vizepräsident. In dieser Zeit war er maßgeblich an der Entwicklung des Deutschen Skiverbandes beteiligt. Im Jahr 2005 wurde Wagnerberger zum Ehrenpräsidenten des DSV ernannt – eine Auszeichnung, die vor ihm noch niemandem zuteilgeworden war. Wagnerberger engagierte sich auch im Internationalen Skiverband (FIS). Er war seit 1971 Council-Mitglied der FIS und Vorsitzender der Marc-Hodler-Stiftung. Von 1973 bis 2006 war er Vizepräsident des Nationalen Olympischen Komitees und von 1999 bis 2005 Vorstandsmitglied der Stiftung Deutsche Sporthilfe. Für seine Verdienste wurden ihm der Bayerische Verdienstorden und das Bundesverdienstkreuz 1. Klasse verliehen.

## Erfolge

### Olympische Winterspiele
(zählten zugleich als Weltmeisterschaften)
- Squaw Valley 1960: 15. Riesenslalom
- Innsbruck 1964: 12. Abfahrt

### Weltmeisterschaften
- Bad Gastein 1958: 11. Slalom, 11. Riesenslalom
- Chamonix 1962: 14. Abfahrt

### Deutsche Meisterschaften
- Deutscher Meister im Abfahrtslauf 1956, 1958 und 1961
- Deutscher Meister im Riesenslalom 1962 und 1964

### Sonstiges
5./6. August 1963: Slalomsieg beim „22. Andenkandahar“ an den Hängen des Potrerillos 1963 (Portillo) vor C.B. Vaughn (USA) und Rang 2 in der Abfahrt hinter Willy Bogner und vor Vaughn; damit Kombisieg vor Vaughn.

## Auszeichnungen
- 1980: Pfeifenraucher des Jahres